# Margaret Burvill
Margaret Burvill (née le 2 octobre 1941 à Perth et morte le 28 février 2009) est une athlète australienne, spécialiste des épreuves de sprint. 
Le 22 février 1964, à Perth, elle égale le record du monde du 200 mètres de l'Américaine Wilma Rudolph en établissant le temps de 22 s 9 sur la distance de 220 yards. Ce record sera battu en 1965 par la Polonaise Irena Szewińska.
Elle se classe sixième du relais 4 × 100 m lors des Jeux olympiques de 1964, à Tokyo, et remporte par ailleurs la médaille de bronze du 220 yards lors des Jeux de l'Empire britannique et du Commonwealth de 1962.